# Kylie (musikalbum)
Kylie är Kylie Minogues debutalbum, utgivet av PWL den 4 juli 1988. Albumet producerades av Stock, Aitken och Waterman, som skrev också nio av de tio låtarna på albumet.

## Albuminformation
Kylie debuterade på andraplatsen i Storbritannien den 16 juli 1988. I sin sjunde vecka, nådde det slutligen förstaplatsen, vistades där under fyra veckor, och två veckor i november 1988, och certifierades sex gånger platina i början av 1989. Albumet sålde 1,8 miljoner exemplar 1988 och blev det årets bäst säljande album. Kylie var det första albumet av en kvinnlig soloartist att överstiga försäljningen av två miljoner exemplar i Storbritannien, och är det 58:e mest sålda albumet genom tiderna.
I hennes hemland Australien, nådde albumet andraplatsen under tre veckor, och stannade på albumlistan i totalt tjugoåtta veckor. Albumet certifierades sexdubbel platina av Australian Recording Industry Association, vilket innebär 600 000 sålda skivor eftersom platina vid denna tid gavs vid 100 000 skivor. I Nya Zeeland förblev albumet hennes längsta och enda att nå förstaplatsen. Albumet först nådde nummer tio, och till slut förstaplatsen i sex veckor. Albumet stannade sedan på hitlistorna i totalt femtiotre veckor.
Albumet nådde den Top 10 i Tyskland, Norge, och Schweiz, och sålde över 143.000 exemplar i Sverige. I USA nådde Kylie nummer femtiotre på Billboard 200. År 1989 certifierades albumet med guld i USA, som innebär över 500.000 sålda exemplar, och platina i Kanada. 
Kylie har sålt över 5 miljoner exemplar världen över.

## Låtlista
Alla låtar skrivna av Stock, Aitken och Waterman annat anges.
| Nr  | Titel                    | Kompositör                | Längd |
| --- | ------------------------ | ------------------------- | ----- |
| 1.  | I Should Be So Lucky     |                           | 3:24  |
| 2.  | The Loco-Motion          | Gerry Goffin, Carole King | 3:14  |
| 3.  | Je Ne Sais Pas Pourquoi  |                           | 4:01  |
| 4.  | It's No Secret           |                           | 3:58  |
| 5.  | Got to Be Certain        |                           | 3:14  |
| 6.  | Turn It into Love        |                           | 3:37  |
| 7.  | I Miss You               |                           | 3:14  |
| 8.  | I'll Still Be Loving You |                           | 3:51  |
| 9.  | Look My Way              |                           | 3:35  |
| 10. | Love at First Sight      |                           | 3:08  |

## Listplaceringar
| Topplista (1988)                 | Placering |
| -------------------------------- | --------- |
| Australien (ARIA Charts)         | 2         |
| Österrike (IFPI Austria)         | 15        |
| Nederländerna (MegaCharts)       | 42        |
| Tyskland (Media Control Charts)  | 8         |
| Japan (Oricon)                   | 30        |
| Norge (VG-lista)                 | 10        |
| Nya Zeeland (RIANZ)              | 1         |
| Sverige (Sverigetopplistan)      | 22        |
| Schweiz (Schweizer Hitparade)    | 7         |
| Storbritannien (UK Albums Chart) | 1         |
| USA (Billboard 200)              | 53        |

## Certifieringar
| Land                   | Certifiering |
| ---------------------- | ------------ |
| Australien (ARIA)      | 6× Platina   |
| Frankrike (SNEP)       | Platina      |
| Finland (IFPI Finland) | Guld         |
| Tyskland (BVMI)        | Guld         |
| Schweiz                | Platina      |
| Storbritannien (BPI)   | 6× Platina   |
| USA (RIAA)             | Guld         |